# TER Alsace

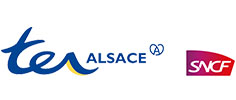
Logo TER Alsace

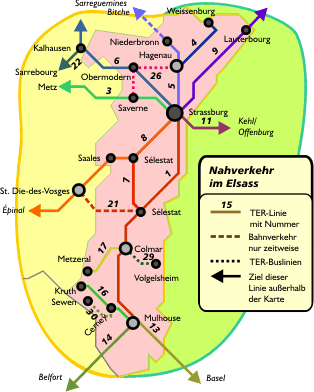
Regionallinien des TER im Elsass

Der TER Alsace war ein Verkehrsunternehmen, das für die ehemalige französische Region Elsass die Logistik des öffentlichen Personennahverkehrs (ÖPNV) zur Verfügung stellte. Nach der Neuordnung der französischen Regionen ging er im neu gegründeten TER Grand Est auf.

## Netz
Die Gesellschaft betrieb im Elsass ihre Linien auf einer der vergleichsweise kleinsten Gebietskörperschaften Frankreichs. Diese Fläche entspricht den beiden Départements Bas-Rhin (67) und Haut-Rhin (68).
2007 wurden im Elsass insgesamt 161 Bahnhöfe mit dem Zug angefahren. Bei einer Landesfläche von 8.280 km² wurde so eine Fläche von 51,4 km² pro Bahnhof abgedeckt. Dies war eine sehr hohe Dichte. Dieses Netz wurde durch einige vom TER betriebene Buslinien ergänzt.
TER Alsace war die erste Region, in der 1997 zunächst versuchsweise, ab 2002 dann endgültig, aufgrund der im Elsass ansässigen Haenel-Kommission (Leiter: Hubert Haenel) der Betrieb eines Transport express régional eingerichtet wurde. Innerhalb dieser kurzen Zeit stieg das Transportaufkommen von Fahrgästen um 70 %. Neben der Optimierung der Verbindungen verschiedener Verkehrsträger und der Verbesserung der Situation von Bahnhöfen und Haltestellen galt als besonderes Anliegen der Betreiber (Region Elsass) die Erhöhung der Akzeptanz ihres Services. Dazu zählte unter anderem die Einführung der Fahrausweise Alsa+Job sowie Campus, zwei Tickets im Abonnement, die speziell auf berufstätige und studierende Pendler zugeschnitten waren.

## Rollmaterial

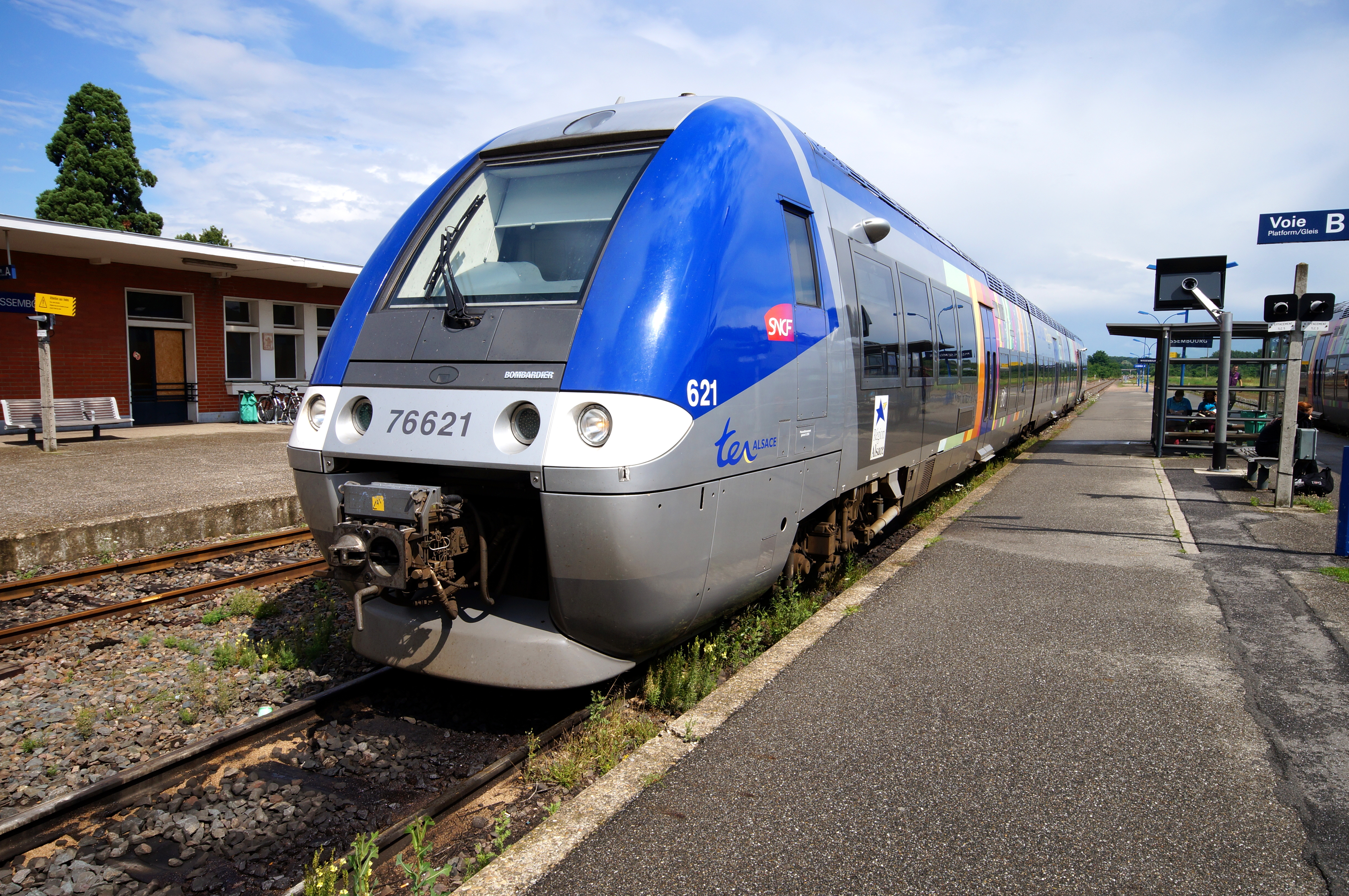
SNCF X 76500 der TER Alsace im Bahnhof Wissembourg

Bis zum Jahre 2009 sollten jährlich 35 Millionen Euro, also insgesamt seit seiner Einführung 2002 300 Millionen Euro für die Erneuerung des Rollmaterials ausgegeben werden. Diese Kosten für die Modernisierungen und Neubeschaffungen wurden von der Region Elsass getragen, die Fahrzeuge blieben allerdings im Eigentum der SNCF, beziehungsweise gingen bei Neubeschaffungen an die SNCF über. Bis zum Jahr 2011 sollte das bestehende Rollmaterial vollständig ausgetauscht oder modernisiert werden.
Mit einer neuen Farbgebung sollte die Identifikation mit dem Verkehrsträger erleichtert werden: So stehen die Farben Grün für den Wald und die Weinberge, Gelb für die Landwirtschaft, Rosé für den Sandstein der Vogesen, Braun für die elsässische Erde.